# Rick Odums
 (juin 2025).
 (juin 2025).
La mise en forme du texte ne suit pas les recommandations de Wikipédia : il faut le « wikifier ».
Les points d'amélioration suivants sont les cas les plus fréquents :
- Les titres sont pré-formatés par le logiciel. Ils ne sont ni en capitales, ni en gras.
- Le texte ne doit pas être écrit en capitales (les noms de famille non plus), ni en gras, ni en italique, ni en « petit »…
- Le gras n'est utilisé que pour surligner le titre de l'article dans l'introduction, une seule fois.
- L'italique est rarement utilisé : mots en langue étrangère, titres d'œuvres, noms de bateaux, etc.
- Les citations ne sont pas en italique mais en corps de texte normal. Elles sont entourées par des guillemets français : « et ».
- Les listes à puces sont à éviter, des paragraphes rédigés étant largement préférés. Les tableaux sont à réserver à la présentation de données structurées (résultats, etc.).
- Les appels de note de bas de page (petits chiffres en exposant, introduits par l'outil «  Source ») sont à placer entre la fin de phrase et le point final[comme ça].
- Les liens internes (vers d'autres articles de Wikipédia) sont à choisir avec parcimonie. Créez des liens vers des articles approfondissant le sujet. Les termes génériques sans rapport avec le sujet sont à éviter, ainsi que les répétitions de liens vers un même terme.
- Les liens externes sont à placer uniquement dans une section « Liens externes », à la fin de l'article. Ces liens sont à choisir avec parcimonie suivant les règles définies. Si un lien sert de source à l'article, son insertion dans le texte est à faire par les notes de bas de page.
- La présentation des références doit suivre les conventions bibliographiques. Il est recommandé d'utiliser les modèles {{Ouvrage}}, {{Chapitre}}, {{Article}}, {{Lien web}} et/ou {{Bibliographie}}. Le mode d'édition visuel peut mettre en forme automatiquement les références.
- Insérer une infobox (cadre d'informations à droite) n'est pas obligatoire pour parachever la mise en page.

Pour une aide détaillée, merci de consulter Aide:Wikification.
Si vous pensez que ces points ont été résolus, vous pouvez retirer ce bandeau et améliorer la mise en forme d'un autre article.
Rick Odums, né le 17 avril 1955 à Galena Park au Texas, d'un père afro-américain et d'une mère Cherokee et mort le 19 juin 2025 à Banyuls-sur-Mer,, est un chorégraphe américain. Son enfance est marquée par la fin de la ségrégation raciale telle qu'elle se pratiquait dans les États du Sud conservateurs. 

## Biographie
C'est une série de hasards qui le détourneront de sa vocation de pasteur et lui ouvriront les portes des studios de danse, peu après son entrée à la Houston High School of Performing Arts en tant que jeune comédien. Il devient l'élève de l'enseignante et chorégraphe Patsy Swayze, peut-être sur recommandation de Debbie Allen. Il devient également proche du fils de Patsy, Patrick Swayze. 
Rick est profondément marqué par les sacrifices de sa mentor, qui, en prenant sous son aile un jeune danseur noir, perd la majorité de sa clientèle blanche. Comme il aimait à le répéter à ses étudiants quelques 30 ou 40 ans plus tard : Patsy s'en foutait. Convaincue de son talent, elle persiste et signe, en lui offrant l'intégralité de sa scolarité, puis en le choisissant comme assistant, en lui offrant son premier poste de danseur au sein du Houston Jazz Ballet, et finalement, en lui offrant l'opportunité de chorégraphier pour la compagnie ("Dreams across the sky" ; "Let us Build" ; "Everything must change"). 
Il est choisi peu après pour danser dans l'opéra Treemonisha, de Scott Joplin, à l'Opéra de Houston en 1975. Fort de son succès texan, la production est propulsée à Broadway, offrant un tournant majeur à la carrière de Rick Odums. 
Danseur et assistant-chorégraphe sur plusieurs spectacles on et off Broadway, on le retrouve notamment à cette période aux côtés de Talley Beatty. Il profite de ses débuts new-yorkais pour se rapprocher de la famille de danse qui le fascine : l'Alvin Ailey American Dance Theater. Là aussi invité à étudier gratuitement, il se nourrit des techniques enseignées dans le studio mythique et crée un lien qui perdurera longtemps après son arrivée en France. 
À 24 ans, il est propulsé chorégraphe de la comédie musicale Guys & Dolls qui rencontre un immense succès autant à Broadway qu'en tournée dans tous les États-Unis. 
Il cofonde le Broadway Dance Center aux côtés de Frank Hatchett, où il enseigne alors, qui demeure jusqu'à aujourd'hui un studio incontournable de la Grosse Pomme, et dirige en parallèle le Contemporary Chamber Dance Group. 
Invité par la chanteuse et actrice Vivian Reed à participer à une tournée orchestrée par le couturier Pierre Cardin, Rick Odums arrive à Paris en 1979, et s'installe définitivement en France. 
Il y fonde sa propre compagnie, Dance Explosion en 1983, qui deviendra bientôt les Ballets Jazz Rick Odums. Active en France et à l'international pendant quarante ans, le public se souviendra notamment de "Rituel", "Jubilation", "Salima", "Voiles de silence", et plus récemment "We are victorious" ou des plus intimistes "Come Sunday", "Simply said", "Oui, je le veux" ou "Temps d'Em". Collaborateur et ami du violoniste jazz d'exception Didier Lockwood, il met en scène des pièces d'improvisation rassemblant sur scène sa compagnie et M. Lockwood en plusieurs occasions. Au sein du Jeune Ballet Jazz, il offre une première expérience professionnelle à plusieurs générations de danseurs, et co-signe notamment, aux côtés de la chorégraphe Géraldine Armstrong, "La Saga du Jazz", pièce emblématique de son répertoire. À travers des démarches comme le Black Dance Project, reconstituant des oeuvres majeures de chorégraphes modernes africain-américains, il contribue à la transmission du répertoire noir sur le sol français. Reposant sur une équipe de solistes emblématiques, sa compagnie fait partie intégrante des carrières d'étoiles de la danse jazz française tels que Cathy Grouet, Christelle Chinonis, Magali Verin ou Georgey Souchette. 
Il crée en parallèle pour d'autres compagnies telles que le Ballet de Norvège ou l'Opéra de Dortmund ou pour le cinéma (Les Uns et les Autres de Claude Lelouch). En 2004, il est le chorégraphe du "On achève bien les chevaux" mis en scène par Robert Hossein au Palais des Congrès, avant de signer les chorégraphies de la tournée de retour de Michel Polnareff à la scène deux ans plus tard. 
Titulaire du CA, il fonde son école en 1988 à Paris et y réunit un corps professoral jamais vu en France, s'entourant de pédagogues et chorégraphes américains de renom tels que Bruce Taylor, Géraldine Armstrong ou la Britannique Patricia Karagozian, ainsi que de la conférencière en Histoire de la danse jazz Eliane Seguin, qui co-dirigera longtemps l'établissement. Comme enseignant, il prône la polyvalence avant toute chose. Ses étudiants apprennent à y maîtriser les trois techniques essentielles au danseur jazz selon lui : le classique, et les techniques modernes Horton et Graham, avant de se voir transmettre la culture chorégraphique jazz par le prisme de différents enseignants-chorégraphes.  
De nombreux danseurs professionnels, œuvrant aujourd'hui autant dans les danses de divertissement (comédies musicales, télévision ou cabarets) que dans des compagnies de danse jazz ou contemporaines ont été formés par Rick Odums. On trouve ainsi d'anciens élèves à lui parmi les compagnies d'A.Ailey ou de M. Graham à New York, au service de nombres de chorégraphes contemporains, dans la majorité des spectacles musicaux des trente dernières années, ou encore à la télévision. 
Il a également formé de nombreux professeurs de danse en France et en Europe.
Aux côtés de Didier Lockwood, il siège près d'une décennie au Haut Conseil de l’Éducation Artistique et Culturelle. Nommé Chevalier des Arts et des Lettres en 2006, il a contribué à bâtir le Diplôme d’État de professeur de danse jazz à la fin des années 80, et est un moteur essentiel de la création du DNSPD jazz au début des années 2010 (Diplôme National Supérieur des Professionnels de la Danse), aujourd'hui encore seul cursus public professionnalisant pour les nombreux danseurs jazz qui déferlent sur nos scènes chaque année. Inlassablement, il milite pour un soutien public accru aux compagnies de danse jazz, qui permettrait aux professionnels du milieu de s'exprimer hors du champ du divertissement. 